# اندیس چشمه سرخ ۱
چشمه سرخ ۱ یک اندیس فلزی است که در حوالی شهر ده بید استان فارس قرار دارد و مادهٔ معدنی موجود در آن، آهن است.سنگ میزبان این اندیس دولومیت دگرگونه است  